# Europastraße 98
Die Europastraße 98 (kurz: E 98) ist eine der kürzesten Europastraßen mit einer Gesamtlänge von etwa 60 Kilometern, die ausschließlich im südwestlichen Teil der Türkei liegt. Sie geht in Topboğazi über die D 825 zunächst nach Nordosten ab. Die Straße führt so von Topboğazi nach Kırıkhan. Von dort zweigt die D 827 Richtung syrischer Grenze ab, weiter nach Reyhanlı. Bis zur Grenze wird noch der Grenzort Cilvegözü passiert.
Die Europastraße 98 durchquert allein die Provinz Hatay. Die gesamte Strecke ist nicht als Autobahn ausgebaut.